# 3. německá fotbalová liga
3. německá fotbalová liga (německy: 3. Fußball-Liga) je třetí nejvyšší fotbalová soutěž v německém ligovém systému a poslední, která se hraje na celostátní úrovni. Byla zavedena reorganizací nižších soutěží a prvním ročníkem byla sezona 2008/09. Do  2. Bundesligy postupují první 2 týmy, zatímco třetí hraje baráž se šestnáctým týmem 2. Bundesligy. Poslední 4 týmy sestupují do Regionalligy.

## Přehled vítězů
Zdroj:
| Sezóna  | počet bodů                 | Vítěz                  |
| ------- | -------------------------- | ---------------------- |
| 2008/09 | 78                         | 1. FC Union Berlin     |
| 2009/10 | 69                         | VfL Osnabrück          |
| 2010/11 | 85                         | Eintracht Braunschweig |
| 2011/12 | 66                         | SV Sandhausen          |
| 2012/13 | 79                         | Karlsruher SC          |
| 2013/14 | 79 (stejně jako RB Lipsko) | 1. FC Heidenheim       |
| 2014/15 | 74                         | Arminia Bielefeld      |
| 2015/16 | 78                         | Dynamo Dresden         |
| 2016/17 | 68                         | MSV Duisburg           |
| 2017/18 | 85                         | 1. FC Magdeburg        |
| 2018/19 | 76                         | VfL Osnabrück          |
| 2019/20 | 65                         | Bayern Mnichov B       |
| 2020/21 | 75                         | Dynamo Drážďany        |
| 2021/22 | 78                         | 1. FC Magdeburg        |
| 2022/23 | 74                         | SV Elversberg          |
| 2023/24 | 77                         | SSV Ulm 1846           |
| 2024/25 | 72                         | Arminia Bielefeld      |